# Plískavice strakatá
Plískavice strakatá (Cephalorhynchus commersonii) je poměrně malý druh kytovce z čeledi delfínovitých, který se vyskytuje u jižního cípu Jižní Ameriky. Tato plískavice je nápadná svým výrazným černobílým zabarvením; odtud pochází i její druhové jméno „strakatá“.

## Systematika
Druh formálně popsal francouzský přírodovědec Bernard Germain de Lacépède v roce 1804. Druhové jméno commersonii je připomínkou francouzského přírodovědce Philiberta Commersona. Druh byl dlouhou dobu považován za monotypický taxon, avšak v roce 2007 byl formálně popsán poddruh kerguelenensis z Kerguelenů. Kerguelenské populaci dalo základ jen několik jedinců někdy před 10 000 lety. Od nominátního poddruhu commersonii z jihoamerické pevniny se liší mj. pigmentací kůže. Mezi oběma poddruhy nenastává genový tok. Plískavice strakatá tedy má následující dva poddruhy:
- C. c. commersonii (Lacépède, 1804);
- C. c. kerguelenensis Robineau, Goodall, Pichler and C. S. Baker, 2007.

K dalším českým názvům patří delfín Commersonův nebo delfín kuželohlavý.

## Rozšíření
Vyskytuje na dvou místech od sebe vzdálených asi 8500 km (130° zeměpisné délky). Větší a více jedinci obývaná oblast se nachází v Atlantském oceánu na jihu Jižní Ameriky. Sahá od poloostrova Valdés na východním pobřeží Argentiny, okolo Falkland, přes Magalhãesův průliv, kolem Ohňové země a přes Drakeův průliv na jihu kontinentu až po subantarktické souostroví Jižní Shetlandy. Jejich výskyt okolo jižního konce světadílu částečně pokračuje i do jižní části západního pobřeží omývaného Tichým oceánem. Druhá oblast výskytu se nachází v blízkém okolí subantarktických Kerguelenových ostrovů na jihu Indického oceánu.
Plískavice strakatá žije v plytkých pobřežních vodách, mezi ostrůvky, ve fjordech, zálivech, přístavech, ústích a občas i v brakických tocích řek. Upřednostňuje místa s širokým a plochým pobřežním šelfem a s vodou teplou od 1 do 16 °C, v průběhu zimy se od břehu vzdaluje za přemísťujícími se rybami. Jen zřídka je spatřena v hloubce větší než 200 metrů.

## Popis
Je to malý delfín dorůstající do délky 1,3 až 1,5 m a vážící nejvíce okolo 65 kg. Zobák nemá vytvořen, její tupě zakončená hlava je kuželovitá. Po obou stranách hlavy má v přední části dvě plytké podélné rýhy. Hrudní ploutve jsou široké, hřbetní je nízká a nahoře zaoblená. Každá polovina horní í dolní čelisti obsahuje 27 až 30 zubů. Samice jsou obvykle o málo větší než samci, stejně tak jako jedinci z Indického oceánu jsou větší než ti od Jižní Ameriky.

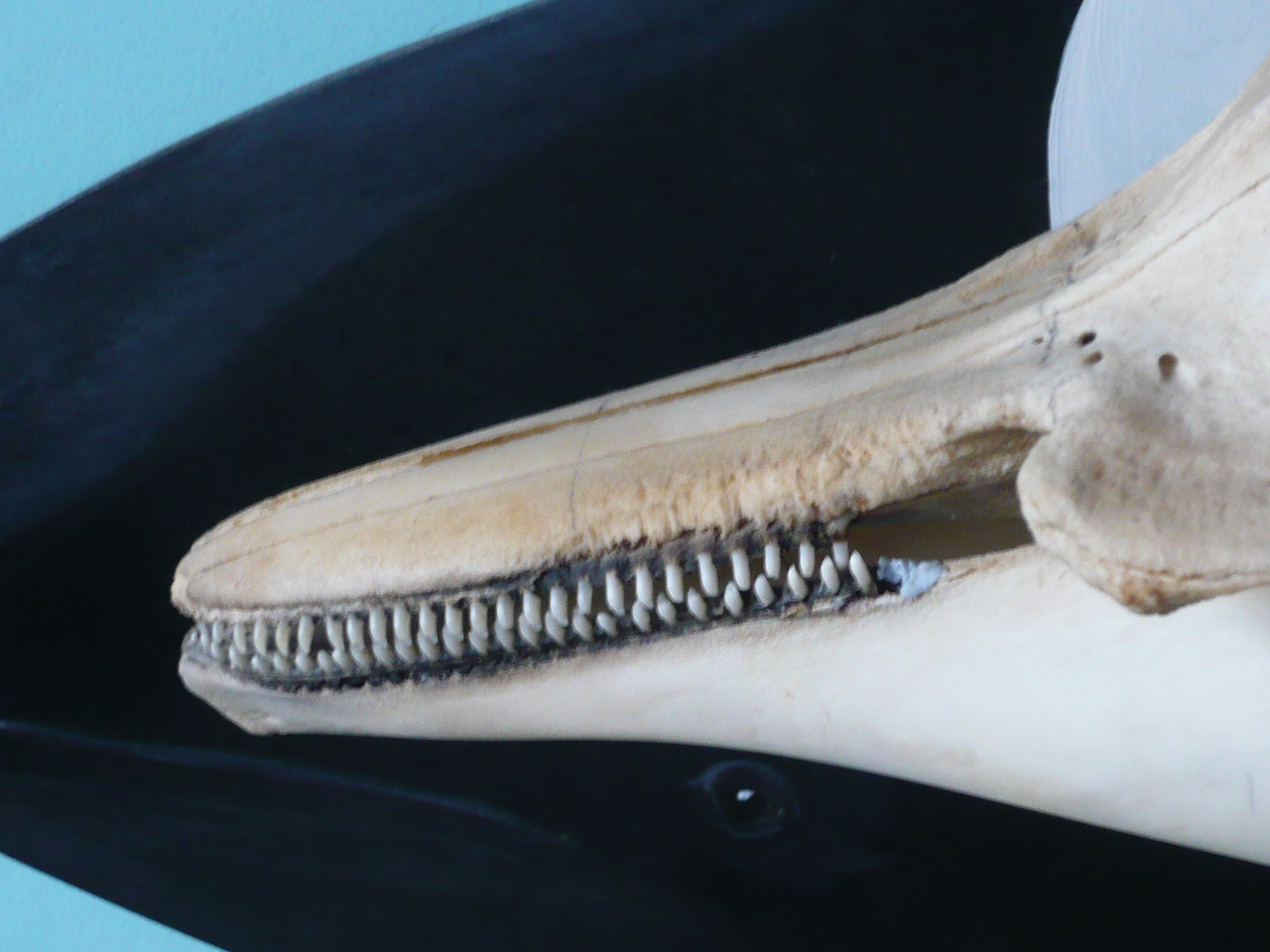
Detail rypce

Základní barva jejího těla je bílá s černými skvrnami. Černou barvu mívá hlava a menší plochy jsou na břichu, prsní, hřbetní i ocasní ploutvi. Od hlavy směrem dozadu vybíhá různě široký černý klín až k prsním ploutvím, černě zbarvená hřbetní ploutev zase bývá spojena s černě zbarveným kořenem ocasu. Vybarvení se liší podle geografické polohy, věku a pohlaví zvířete.
Vyskytují se obvykle jednotlivě nebo ve třech, ojediněle jsou vídávány ve skupinkách čítajících okolo 100 kusů. Na jejich přítomnost často upozorňují doprovázející hejna ptáků, nejčastěji rybáků. Plavou velmi rychle, až 13 km/hod a jsou považovány za hravé. Často plavou na zádech za loďmi nebo využívají vzniklých vln k různým akrobatickým kouskům. Byly pozorovány, jak si u pláží hrají s plovoucími předměty.

## Potrava

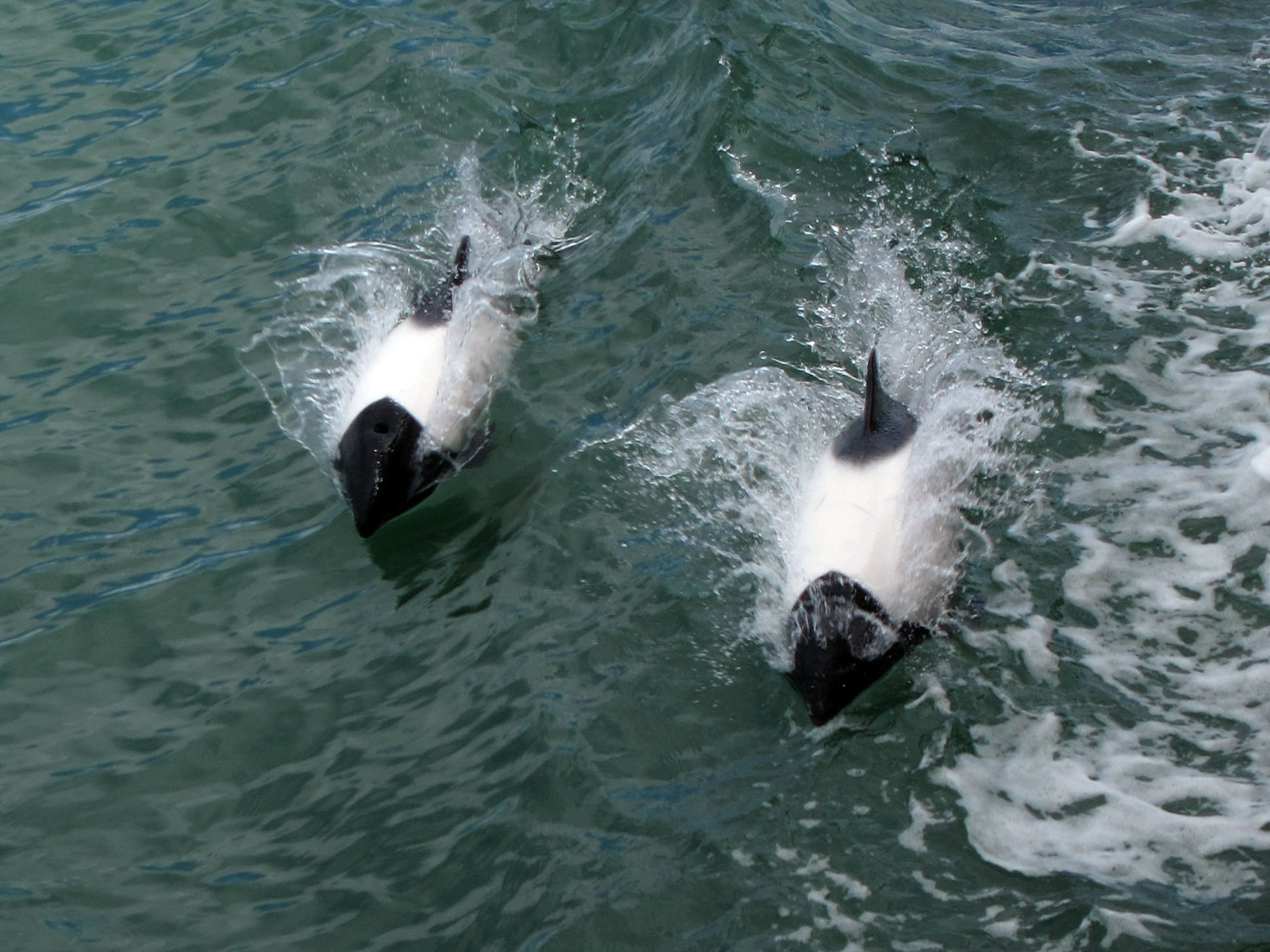
Plískavice strakaté v Magellanově průlivu

Jsou v převážné míře masožravé, žerou hlavně ryby, korýše, chobotnice a nejrůznější mořské bezobratlé a v malém množství i řasy. Ryby loví dvěma způsoby, buď vytvoří půlkruh a ženou hejno ryb k břehu, nebo ve větší vzdálenosti od břehu vytvoří okolo hejna kruh ve kterém je chytají. Při lovu proti břehu občas některá v plytké vodě uvázne, bývá však schopná se sama do vody vrátit. V zajetí sežere 3 kg ryb denně.

## Rozmnožování
K páření, o němž není mnoho informací, dochází v září až únoru. Po březosti trvající 10 až 12 měsíců se rodí jedno mládě velké 0,4 až 0,5 m a vážící 5 až 7,5 kg. Pevnou potravu začíná zkoušet ve dvou měsících věku, celé ryby žere od 4 měsíců a kojeno je asi 9 měsíců. Samci bývají pohlavně dospělí po 6 létech, samice o rok dříve. Ve volné přírodě pravděpodobně nežijí déle než 10 roků, v zajetí se běžně dožívají 18 let, je popsán jedinec doživ se 25 let. Dobře se chovají v mořských akváriích.
Vyjma člověka mají velmi málo přirozených nepřátel. V Patagonii a okolo Ohňové země jsou nezákonně loveni domorodci pro maso a olej i jako návnada.